# Amphoe Bueng Na Rang
Amphoe Bueng Na Rang (Thai: อำเภอ บึงนาราง) ist ein Landkreis (Amphoe – Verwaltungs-Distrikt) im Westen der Provinz Phichit, die im südlichen Teil der Nordregion von Thailand liegt.

## Geographie
Benachbarte Landkreise (von Norden im Uhrzeigersinn): die Amphoe Pho Prathap Chang, Taphan Hin und Pho Thale der Provinz Phichit, sowie Banphot Phisai der Provinz Nakhon Sawan und Bueng Samakkhi der Provinz Kamphaeng Phet.

## Geschichte
Bueng Na Rang wurde am 15. Juli 1996 zunächst als „Zweigkreis“ (King Amphoe) eingerichtet, indem fünf Tambon vom Kreis Pho Thale abgespalten wurden.
Am 15. Mai 2007 hat die thailändische Regierung beschlossen, alle 81 Unterbezirke in den „normalen“ Amphoe-Status zu erheben, um die Verwaltung zu vereinfachen.
Mit der Veröffentlichung in der Royal Gazette vom 24. August 2007 trat dieser Beschluss offiziell in Kraft.

## Verwaltung

### Provinzverwaltung
Der Landkreis Bueng Na Rang ist in fünf Tambon („Unterbezirke“ oder „Gemeinden“) eingeteilt, die sich weiter in 53 Muban („Dörfer“) unterteilen.
| Nr. | Name          | Thai      | Muban | Einw. |
| --- | ------------- | --------- | ----- | ----- |
| 01. | Huai Kaeo     | ห้วยแก้ว    | 10    | 4.731 |
| 02. | Pho Sai Ngam  | โพธิ์ไทรงาม | 09    | 4.085 |
| 03. | Laem Rang     | แหลมรัง    | 14    | 8.557 |
| 04. | Bang Lai      | บางลาย    | 10    | 6.214 |
| 05. | Bueng Na Rang | บึงนาราง   | 10    | 5.127 |

### Lokalverwaltung
Es gibt keine Städte (Thesaban) im Landkreis.
Im Landkreis gibt es fünf „Tambon-Verwaltungsorganisationen“ (องค์การบริหารส่วนตำบล – Tambon Administrative Organizations, TAO)
- Huai Kaeo (Thai: องค์การบริหารส่วนตำบลห้วยแก้ว) bestehend aus dem kompletten Tambon Huai Kaeo.
- Pho Sai Ngam (Thai: องค์การบริหารส่วนตำบลโพธิ์ไทรงาม) bestehend aus dem kompletten Tambon Pho Sai Ngam.
- Laem Rang (Thai: องค์การบริหารส่วนตำบลแหลมรัง) bestehend aus dem kompletten Tambon Laem Rang.
- Bang Lai (Thai: องค์การบริหารส่วนตำบลบางลาย) bestehend aus dem kompletten Tambon Bang Lai.
- Bueng Na Rang (Thai: องค์การบริหารส่วนตำบลบึงนาราง) bestehend aus dem kompletten Tambon Bueng Na Rang.